# 日本パブリック・リレーションズ協会
公益社団法人日本パブリックリレーションズ協会（にほんパブリックリレーションズきょうかい、英文名称：PUBLIC RELATIONS SOCIETY OF JAPAN、略称：PRSJ）は、パブリック・リレーションズ（PR）を扱う企業（PR会社）などにより構成された公益法人。会員はPR会社や広告代理店だけではなく企業・団体の広報担当者で構成され、PR業が会員という特徴を活かして、広報・PRパーソンの教育・研修、調査研究、顕彰事業などを実施している。元経済産業省所管。

## 概要
- 本部所在地 - 〒106-0032 東京都港区六本木6-2-31
- 理事長 - 森健（株式会社電通執行役員）
- 会員数 - 551名

## 事業内容
- PRに関する倫理綱領の作成・実践、人材育成、情報の収集・提供
- PRプランナー資格制度の実施

2007年に創設された民間資格。PRSJ主催、日本広報学会後援。試験ではPRに関する基礎的な知識や実践的な内容を問われる。1次試験合格者の「PRプランナー補資格」、2次試験合格者の「准PRプランナー資格」、3次試験合格後、書類審査に合格した者は「PRSJ認定PRプランナー」として資格認定される。
- 日本PR大賞の開催

1999年から開始された表彰制度。PR活動の優秀な事例から選定される「PRアワードグランプリ」と、PRの視点から公益に貢献した人を表彰する「PRパーソン・オブ・ザ・イヤー」からなる。

## 日本PR大賞
日本PR大賞は、「パーソン・オブ・ザ・イヤー」としてパブリックインタレスト(公益)に貢献 し、かつ話題性、発信力の高さや共感の醸成など、パブリックリレーションズの視点から、この 年に最もPRパーソンとして活躍した人を、また「シチズン・オブ・ザ・イヤー」には、長年にわ たり企業や市井で独創的な広報・PR活動を実践し、広く社会や地域あるいは団体の発展に寄与 し、奨励に値する成果を収めた個人または組織を、それぞれ表彰するものです。
1998 年に日本PR大賞として創設して以来、年1回の表彰を行っています。
※日本PR大賞「パーソン・オブ・ザ・イヤー」は、平成21年度(2009年度)この年までは「日本PR大賞」

## ｢パーソン・オブ・ザ・イヤー｣
- 令和4年度(2022年度)
  - 羽生結弦氏 (プロスケーター)
- 令和3年度(2021年度)
  - 根本かおる氏 (国連広報センター所長)
- 令和2年度(2020年度)
  - 池江璃花子氏 (競泳選手)
- 平成31年度(2019年度)
  - ジェイミー・ジョセフ氏 (ラグビー日本代表ヘッドコーチ)
- 平成30年度(2018年度)
  - 渡辺直美氏 (お笑い芸人)
- 平成29年度(2017年度)
  - 加藤一二三氏 (棋士)
- 平成28年度(2016年度)
  - 小池百合子氏 (東京都知事)
- 平成27年度(2015年度)
  - リーチ・マイケル氏 (ラグビー日本代表主将)
- 平成26年度(2014年度)
  - 唐池恒二氏 (九州旅客鉄道株式会社(JR九州)代表取締役会長)
- 平成25年度(2013年度)
  - 佐藤真海氏 (サントリーホールディングス株式会社 CSR推進部・パラリンピアン)
- 平成24年度(2012年度)
  - ドナルド・キーン (米コロンビア大学 名誉教授)
- 平成23年度(2011年度)
  - 佐々木則夫氏 (サッカー日本女子代表(なでしこジャパン)監督)
- 平成22年度(2010年度)
  - 池上彰氏 (ジャーナリスト)
- 平成21年度(2009 年度) -この年までは「日本PR大賞」-
  - 辻井いつ子氏 (ピアニスト 辻井伸行氏の母親)
- 平成20年度(2008年度)
- 該当者なし
- 平成19年度(2007年度)
  - 東国原英夫氏 (宮崎県知事)
- 平成18年度(2006年度)
  - 川島隆太氏 (東北大学 加齢医学研究所教授)
- 平成17年度(2005年度)
  - 野口聡一氏 (宇宙航空研究開発機構 宇宙基幹システム本部有人宇宙技術部宇宙飛行士)
- 平成16年度(2004年度)
  - 古田敦也氏 (日本プロ野球選手会会長・ヤクルトスワローズ選手)
    - 特別賞
      - 伴 信雄氏 (日本パブリックリレーションズ協会 初代理事長)
- 平成15年度(2003年度)
  - 北川正恭氏 (早稲田大学大学院教授・21 世紀臨調代表・元三重県知事)
- 平成14年度(2002年度)
  - 川淵三郎氏 (前日本プロサッカーリーグ チェアマン)
    - 特別賞 
      - 茂木友三郎氏 (日本醤油協会会長、醤油PR協議会会長)
- 平成13年度(2001年度)
  - 野口健氏 (登山家)
- 平成12年度(2000年度)
  - 柳井正氏 (株式会社ファーストリテイリング 代表取締役社長)
- 平成11年度(1999年度)
  - 乙武洋匡氏 (『五体不満足』の著者)
    - 企業部門賞受賞者 
      - カルロス・ゴーン氏 (日産自動車株式会社 COO)

    - 文化・スポーツ部門賞 
      - 松坂大輔氏 (プロ野球選手(西武ライオンズ))

    - 社会部門賞受賞者 
      - 乙武洋匡氏 (『五体不満足』の著者)

    - 特別賞 
      - 福川伸次氏 (電通総研所長)
- 平成10年度(1998年度)
  - 中坊公平氏 (弁護士・株式会社住宅金融債権管理機構 代表取締役社長) 
    - 企業部門賞受賞者 
      - 沢田秀雄氏 (株式会社エイチ・アイ・エス 代表取締役社長・ス カイマークエアラインズ株式会社 会長)

    - 文化・スポーツ部門賞 
      - KONISHIKI (元大関小錦・タレント)

    - 社会部門賞受賞者 
      - 向井千秋氏 (宇宙飛行士・医師)

    - 特別賞 
      - 猪狩誠也氏 (東京経済大学 教授)

※肩書きは受賞当時のもの

## ｢シチズン・オブ・ザ・イヤー｣
- 令和5年度(2022年度)
  - 内閣府承認 NPO 法人全国てらこやネットワーク
- 令和4年度(2021年度)
  - COVID-19 多言語支援プロジェクト
- 令和3年度(2020年度)
  - 一般社団法人「ダイアローグ・ジャパン・ソサエティ」
- 令和2年度(2019年度)
  - 一般社団法人「 注文をまちがえる料理店 」
- 平成29年度(2018年度)
  - 気まぐれ八百屋 だんだんワンコインこども食堂
- 平成29年度(2017年度)
  - 特定非営利活動法人 日本ブラインドサッカー協会
- 平成28年度(2016年度)
  - くまモン (熊本県マスコットキャラクター)
- 平成27年度(2015年度)
  - いすみ鉄道株式会社
- 平成26年度(2014年度)
  - NPO法人富岡製糸場を愛する会
- 平成25年度(2013年度)
  - NPO法人本屋大賞実行委員会
- 平成24年度(2012年度)
  - 大廻政成氏 (財団法人 丸岡町文化振興事業団 常務理事)

※肩書きは受賞当時のもの